# Tha Chin

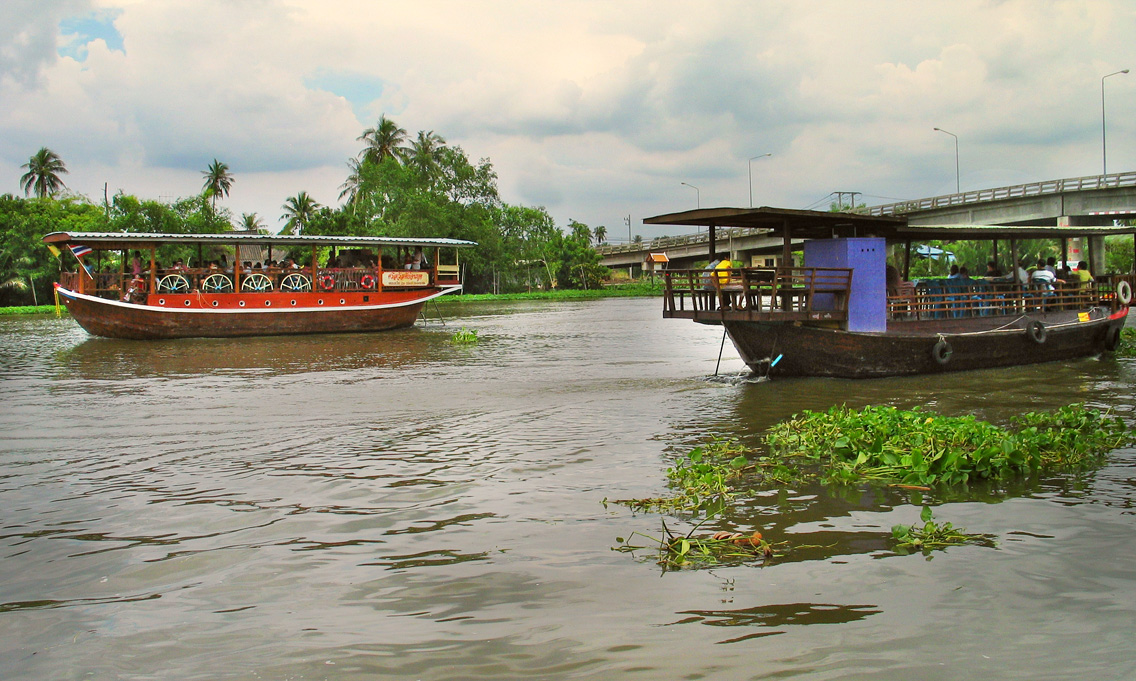
Toeristenboten op de Tha Chin

De Tha Chin (Thai: แม่น้ำท่าจีน) is een vertakking van de Chao Phraya, een grote rivier in Thailand. Het splitst zich op in de buurt van de stad Chainat en stroomt ten westen van de Chao Phraya door de centrale vlakte van Thailand, totdat hij uitmondt in de Golf van Thailand, bij de stad Samut Sakhon.
De Tha Chin heeft vele regionale namen. Na het splitsen van de Chao Phraya bij Chainat heet de rivier de Makham Thao. Bij het splitsen bij Suphanburi heet de rivier Suphan, en bij Nakhom Pathom heet het de Nakhon Si Chai. Alleen nabij de monding in Samut Sakhon wordt het de Tha Chin rivier genoemd, vernoemd naar de oude naam van Samut Sakhon. In totaliteit wordt de rivier de Tha Chin rivier genoemd. Deze naam wordt ook gebruikt in wetenschappelijke documenten.
Zijrivieren van de Tha Chin zijn de Kra Sieo, Yang, Tawip, Chorakhe Sam, Bang Len en Chin Si.
Het stroomgebied van de Tha Chin heeft een totale oppervlakte van 13.681 vierkante kilometer (5282 vierkante mijl). Het "Tha Chin Basin" is een onderdeel van de Chao Phraya-waterscheiding.